# 松戸市消防局
松戸市消防局（まつどししょうぼうきょく、Matsudo Fire Department）は、千葉県松戸市の消防部局（消防本部）。
管轄区域は松戸市全域。消防局を名前に冠しているが、業務内容は他の消防本部と同一である。

## 概要
- 消防局本部：松戸市松戸新田114-5
- 管内面積：61.33km2
- 職員数：501人
- 消防署10カ所
- 消防機械（2020年4月1日現在）
  - 普通消防ポンプ自動車（消防救急車1台含）：2
  - 水槽付消防ポンプ自動車：15（非常用3台含）
  - 化学消防自動車：2
  - はしご付消防自動車：5
  - ミニ消防車：：4
  - 積載車：1
  - 高規格救急自動車：14（非常用3台含）
  - 救助工作車：3
  - 電源・照明車：1
  - 資機材搬送車：2
  - 空気充填車：1
  - 支援車：1
  - 指令車：1
  - 救急指導車：1
  - 起震車：1
  - 指揮車：10
  - 広報車：1
  - 原因調査車：1
  - 防火指導車：15
  - 隊員輸送車：4

【消防車両に関する参考文献：令和元年消防年報（松戸市消防局）】

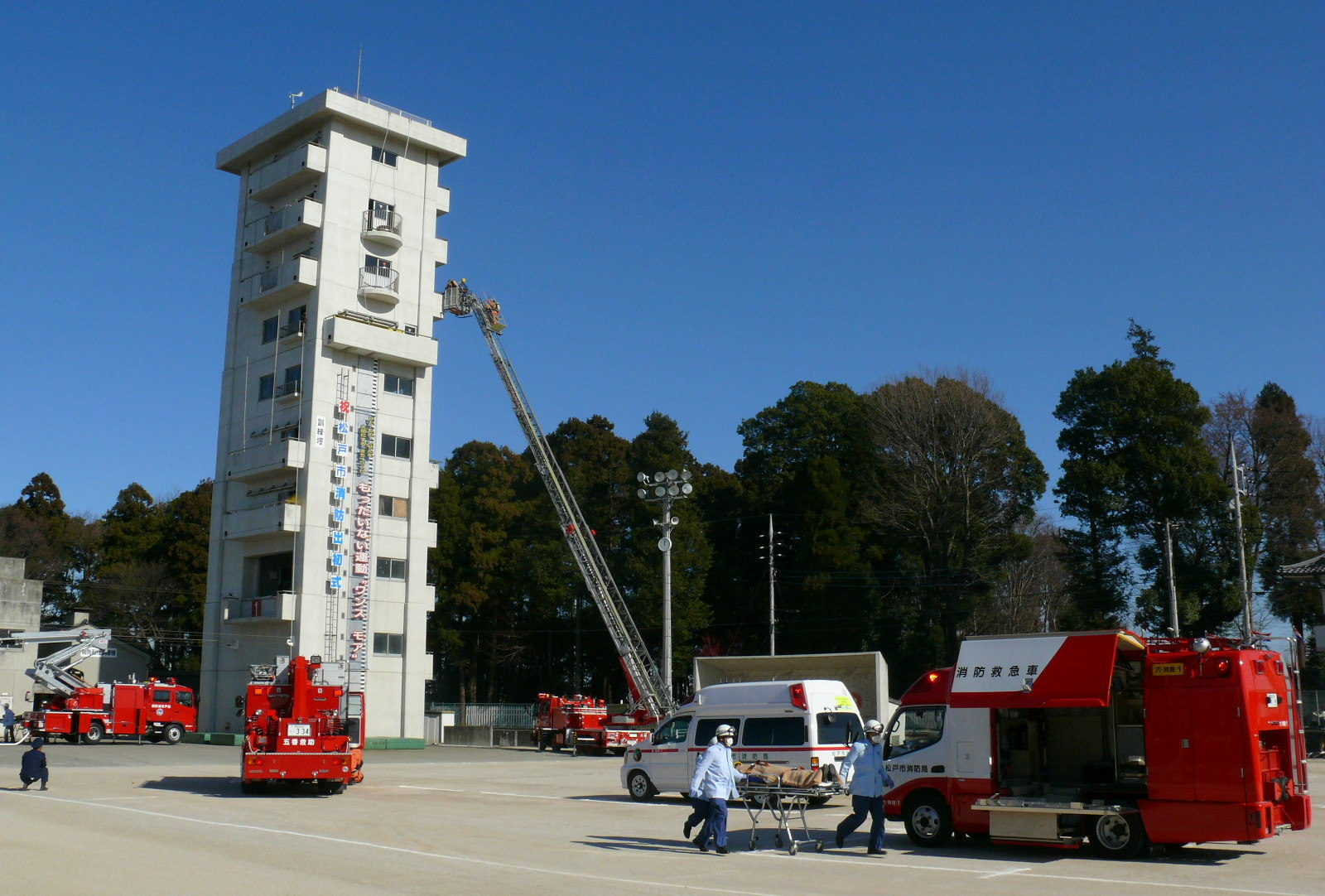
2010年の出初式にて行われた消防演習 （消防訓練センターにて）
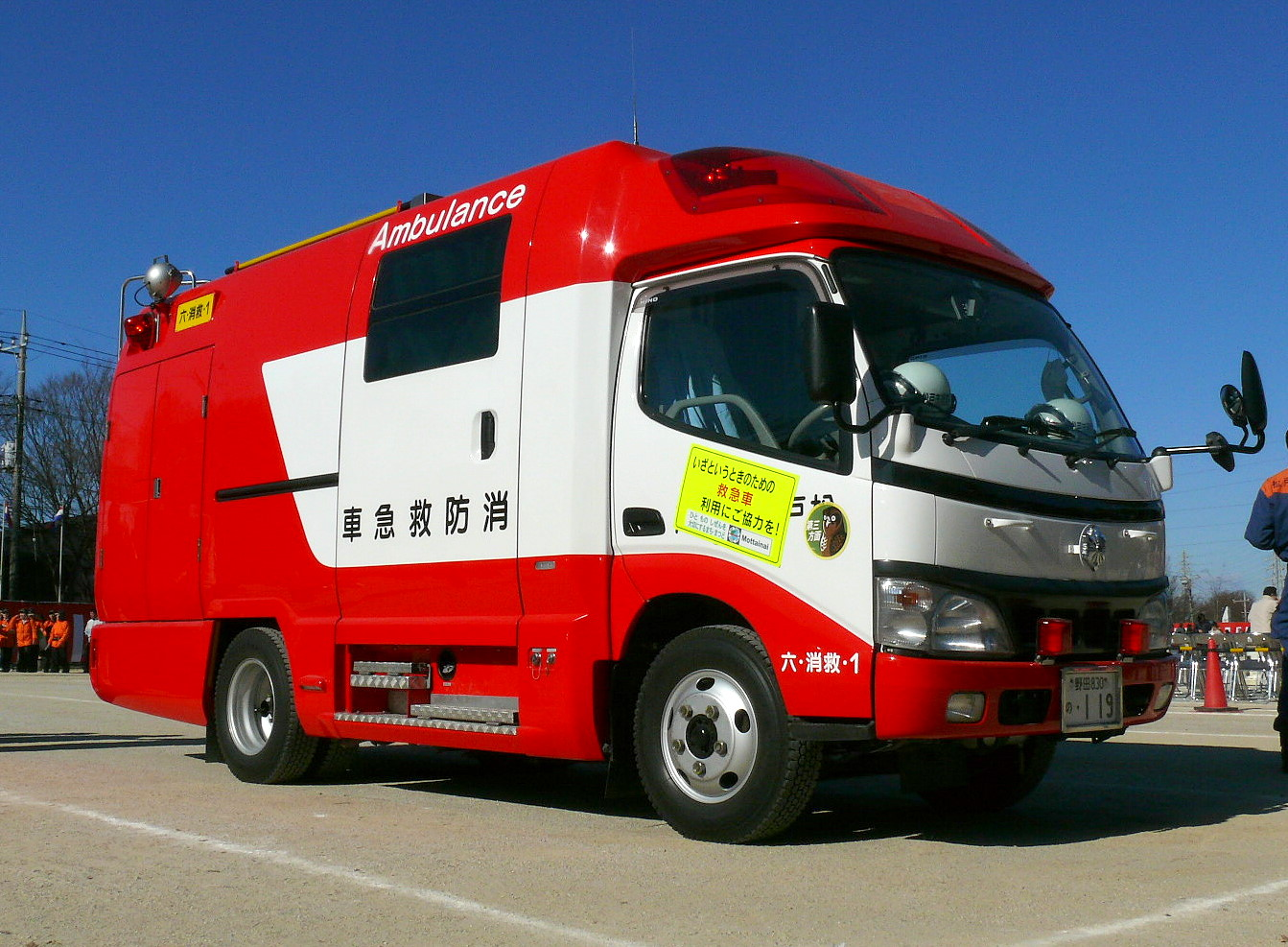
全国初の消防救急車（2010年の出初式にて）
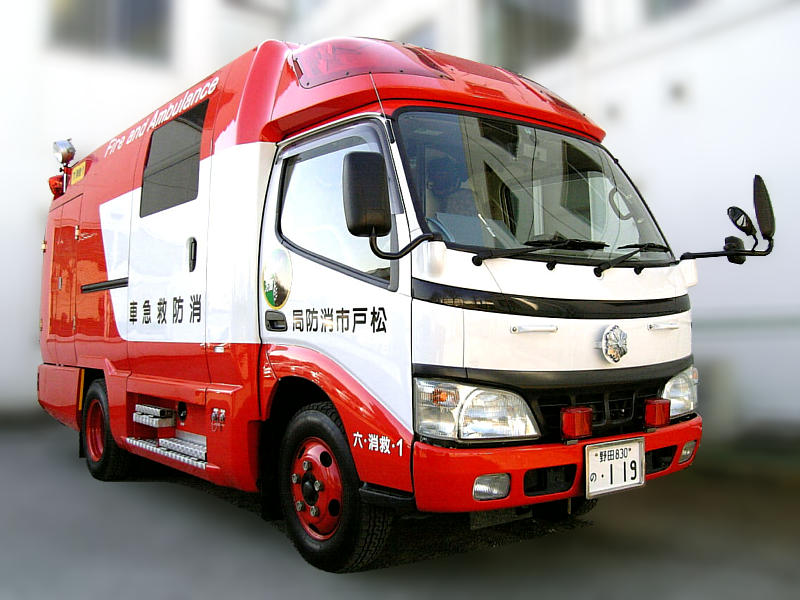
消防救急車（2005年）
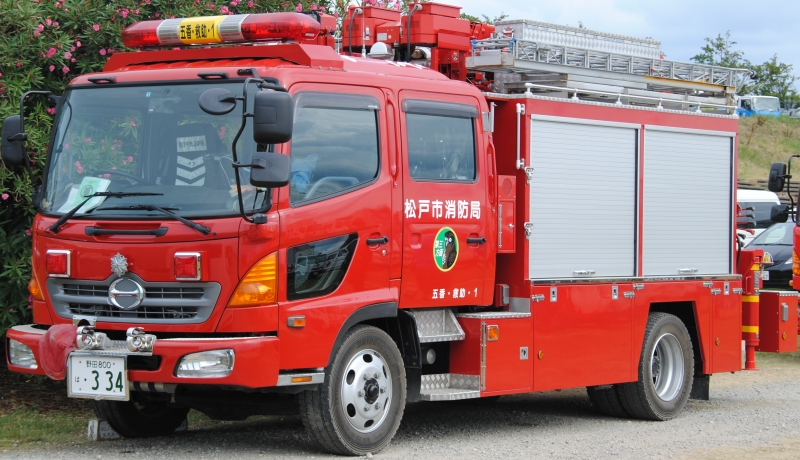
救助工作車（廃車済み）
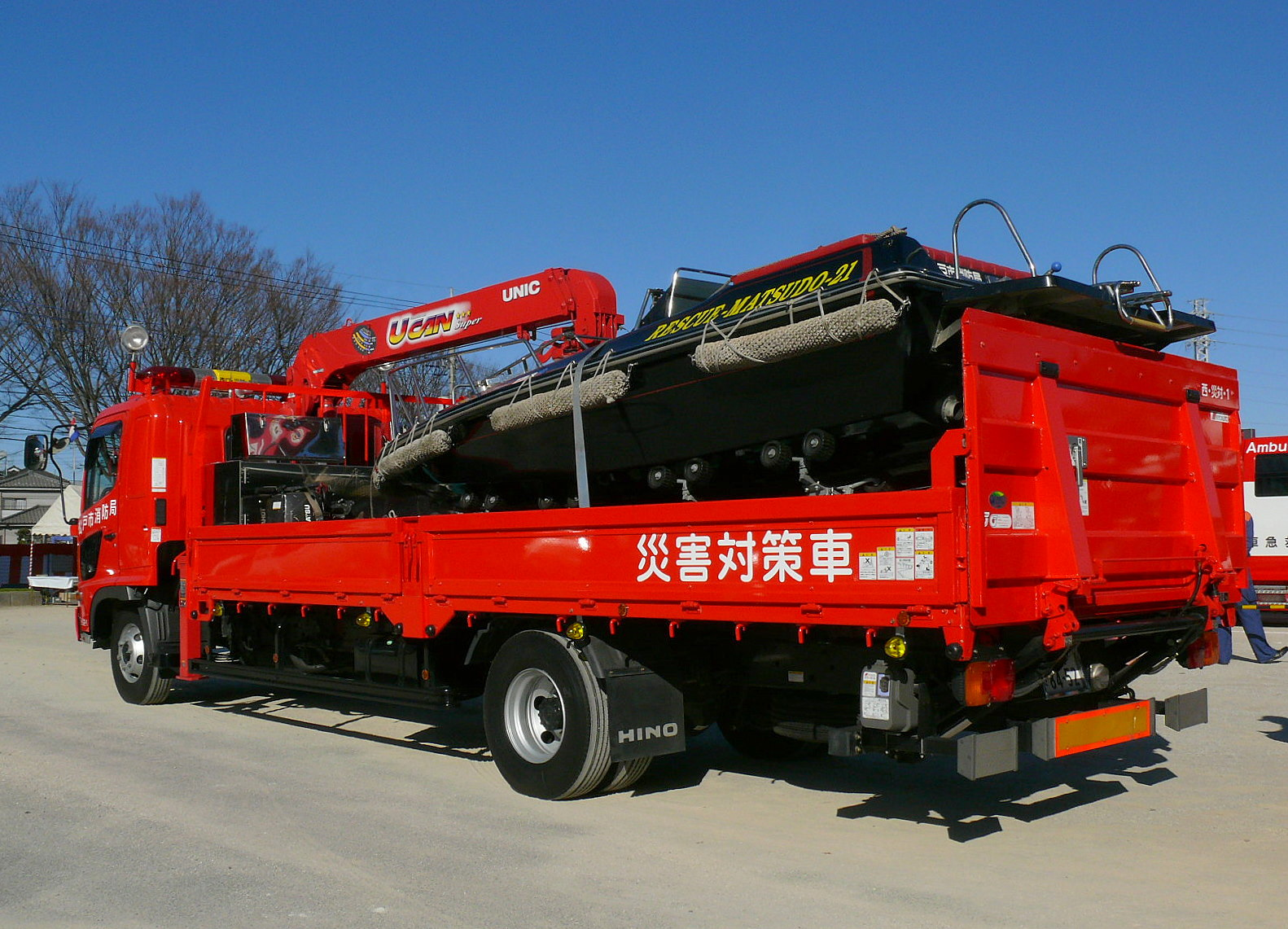
消防艇を輸送する災害対策車 （2010年の出初式にて）
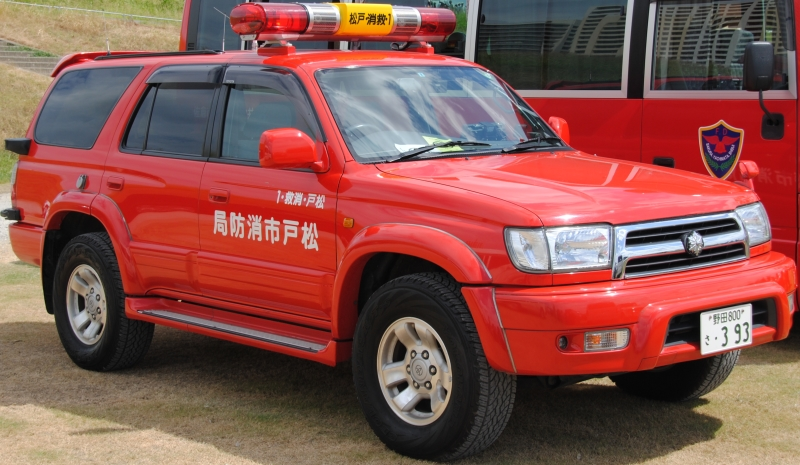
指揮車（廃車済み）

## 沿革
- 1954年（昭和29年）11月1日　消防団常備部を廃止し、松戸市消防本部及び松戸市消防署を開設する。
- 1956年（昭和31年）12月20日　小金分遣所を開設する。
- 1959年（昭和34年）
  - 5月30日　矢切分遣所を開設する。
  - 11月20日　消防署に救急班を設置する。
- 1964年（昭和39年）6月23日　救急班を救急隊に改称する。
- 1965年（昭和40年）5月15日　松戸市消防署を中央消防署に改称する。小金分遣所が小金消防署に、矢切分遣所が矢切分署に昇格する。
- 1966年（昭和41年）5月21日　西口分署を開設する。
- 1967年（昭和42年）
  - 4月1日　消防音楽隊を結成する。
  - 6月23日　消防本部・中央消防署合同庁舎を開設する。
- 1969年（昭和44年）7月15日　五香消防署を開設する。
- 1970年（昭和45年）4月1日　西口分署が西口消防署に昇格する。
- 1973年（昭和48年）7月1日　二十世紀が丘消防署を開設する。
- 1975年（昭和50年）7月28日　ミニ消防車を中央消防署と小金消防署に配置する。
- 1976年（昭和51年）1月7日　松戸市消防歌を制定する。
- 1977年（昭和52年）5月27日　馬橋消防署を開設する。
- 1979年（昭和54年）5月23日　六実消防署を開設する。
- 1980年（昭和55年）4月1日　松戸市消防局に改称する。
- 1983年（昭和58年）1月25日　消防局新庁舎が業務を開始する。
- 1985年（昭和60年）5月4日　東部消防署を開設する。
- 1986年（昭和61年）12月5日　松戸市消防訓練センターの開所式を挙行する。
- 1992年（平成4年）
  - 10月1日　大金平消防署を開設する。
  - 12月18日　高規格救急車を中央消防署に配置する。
- 1993年（平成5年）1月1日　消防署の方面制を実施する。
- 1996年（平成8年）10月1日　八ヶ崎消防署を開設する。
  - 10月30日　エジプトビル崩壊被害に国際消防救助隊を派遣した。
- 1999年（平成11年）9月21日 台湾地震災害に国際消防救助隊を派遣した。
- 2002年（平成14年）7月31日　五香消防署の移転、改築工事完了。
- 2004年（平成16年）4月1日　消防局及び消防署の組織見直しに伴い、消防局に方面本部が設置され、1局3方面本部10消防署体制となる。
  - 10月23日 新潟県中越地震に緊急消防援助隊を派遣した。
- 2005年（平成17年）1月7日　全国初の消防救急車を六実消防署に配置する。
- 2008年（平成20年）3月19日　東部消防署に高規格救急車配置。これにより全署高規格救急車配置完了。
- 2011年（平成23年）3月14日　東北地方太平洋沖地震に伴う東日本大震災に緊急消防援助隊を派遣した[1]。
- 2012年（平成24年）11月29日　千葉北西部消防指令センター運用開始に先がけ消防救急無線をデジタル化に移行。
- 2013年（平成25年）
  - 3月7日　支援車Ⅰ型導入。
  - 4月1日　
    - 小金消防署（第2方面本部）が二ツ木に移転。
    - 松戸市消防局内に6市（松戸、市川、野田、流山、鎌ケ谷、浦安市）共同の千葉北西部消防指令センター設置運用開始[2]。本格的な運用開始は4月18日から[3]。
- 2014年（平成26年）
  - 3月26日　中央消防署の特別救助隊を高度救助隊に格上げした[4]。
- 2015年（平成27年）
  - 9月11日　平成27年9月関東・東北豪雨災害（茨城県常総市）に緊急消防援助隊を派遣した[5]。
- 2021年（令和3年）2月1日　千葉北西部消防指令センターにて習志野、柏、八千代及び我孫子の各市消防本部の通信指令業務を受託を開始[6]。

## 組織

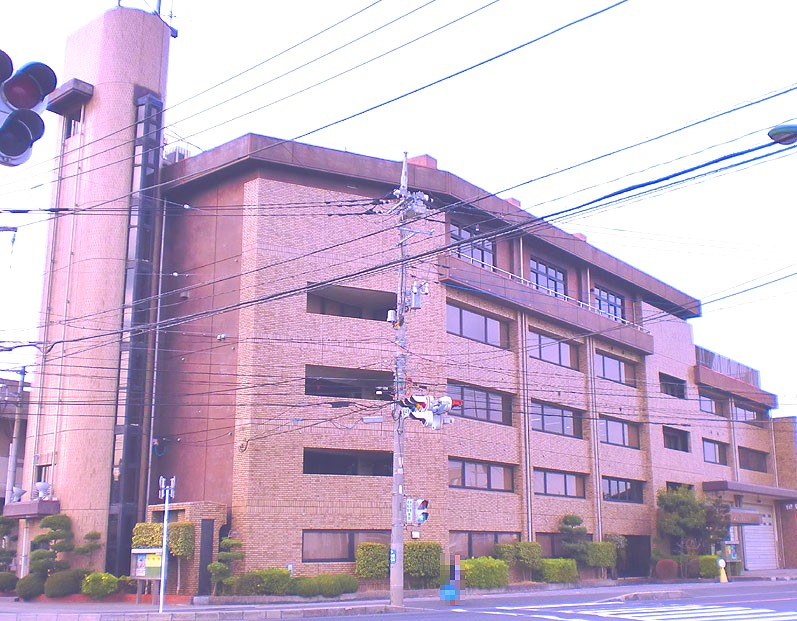
松戸市消防局庁舎

- 本部
  - 消防企画課
  - 消防総務課
  - 予防課
  - 警防課
  - 救急課
- 消防署

## 消防署

### 第一方面本部管内
| 消防署             | 住所                |
| ------------------ | ------------------- |
| 第一方面本部       | 松戸新田114-5       |
| 中央消防署         | 松戸新田114-5       |
| 西口消防署         | 古ヶ崎67            |
| 二十世紀が丘消防署 | 二十世紀が丘梨元町1 |

### 第二方面本部管内
| 消防署       | 住所            |
| ------------ | --------------- |
| 第二方面本部 | 二ツ木17-10     |
| 小金消防署   | 二ツ木17-10     |
| 馬橋消防署   | 西馬橋蔵元町179 |
| 大金平消防署 | 大金平5-414     |
| 八ケ崎消防署 | 八ケ崎6-47-1    |

### 第三方面本部管内
| 消防署       | 住所           |
| ------------ | -------------- |
| 第三方面本部 | 五香西3-8-1    |
| 五香消防署   | 五香西3-8-1    |
| 六実消防署   | 六高台7-94     |
| 東部消防署   | 高塚新田359-19 |

## 不祥事
- 2020年8月21日（処分日） - 馬橋消防署の救急隊長の男性消防司令補（44歳）が、6月、救急車内で資機材の準備に手間取っていた男性消防士の足を蹴った。7月、傷病者の家族に付き添っていた消防士が救急車に戻ってこないことに腹を立て、頭を叩いたり足を蹴ったりした。8月21日、市消防局は暴力行為を行った男性消防司令補を停職（1ヵ月）の懲戒処分とした。被害者の男性消防士は休職している。一連の暴力行為は、男性消防士の病気休職の申請に伴い発覚した[7]。